# Il mio amico Munchie
Il mio amico Munchie (Munchie) è un film fantastico statunitense del 1992 diretto da Jim Wynorski, il primo in cui ha recitato Jennifer Love Hewitt.

## Trama
Gage Dobson è un adolescente invaghitosi di una compagna di scuola, Andrea. Un giorno egli libera una creatura proveniente da un'altra dimensione, imprigionata in una miniera, di nome Munchie, che ha il potere di esaudire un desiderio di chi gli è amico. Gage vuole, infatti, che sua madre, innamoratasi dell'odioso professor Elliot, abbia la simpatia del padre di Andrea.

## Produzione
Il film è stato prodotto dalla New Horizons Picture. Si tratta del debutto cinematografico di Jennifer Love Hewitt. Munchie è animato da Dan Frye e, nell'edizione originaria, ha la voce di Dom De Louise. Le scene sono state girate a Los Angeles e allo Studio City di California.

### Colonna sonora
Le colonne sonore sono quattro: Hello My Baby, prodotta da Jay Bolton e cantata da Dom DeLuise; Women are Like That eInvasion of the Body Snatchers scritte da Bob Sheridan & Ryk Oakley e cantate dallo stesso Sheridan; The Stars and Stripes Forever (non accreditata), scritta da John Philip Sousa.

## Tagline
La tagline per il film è la seguente:
- Magical. Mystical. Munchie!
  - Magico. Mistico. Munchie!

## Distribuzione
Il film è stato distribuito negli Stati Uniti nel maggio 1992 e in Germania l'8 aprile 1993.

### Divieto
Il film in Germania è stato vietato ai minori di 6 anni; nel Regno Unito e negli Stati Uniti invece la Motion Picture Association of America ha valutato il film PG (parents cautioned suggested), ovvero adatto a bambini di età da 10 anni in su per la visione non accompagnata, mentre i bambini minori di 10 anni richiedono l'accompagnamento dei genitori o tutori.

## Accoglienza
Il film è stato accolto molto negativamente: su IMDb riceve un punteggio di 4.3/10; su MYmovies 1/5; su Rotten Tomatoes il voto è di 3/5.

## Prequel e sequel
Il mio amico Munchie è la seconda pellicola di una saga composta da 3 film:
1. Munchies del 1987
2. Il mio amico Munchie (Munchie) del 1992
3. Munchie Strikes Back del 1994